# جانی اینگلیش دوباره متولد می‌شود
جانی اینگلیش دوباره متولد می‌شود (به انگلیسی: Johnny English Reborn) یک فیلم جاسوسی کمدی اکشن محصول سال ۲۰۱۱ به کارگردانی الیور پارکر و نویسندگی همیش مک‌کول برگرفته از داستانی توسط ویلیام دیویس است. این فیلم دنباله‌ای بر جانی اینگلیش (۲۰۰۳) و قسمت دوم از مجموعه جانی انگلیش است. این فیلم یک سرمایه گذاری بریتانیایی-آمریکایی است که توسط استودیوکانال، رلتیویتی مدیا و ورکینگ تایتل فیلمز تولید و توسط یونیورسال پیکچرز توزیع شده است. در این فیلم روآن اتکینسون (به‌عنوان نقش اصلی)، جیلین اندرسون، دومینیک وست، رزمند پایک، دنیل کالویا و ریچارد شف به ایفای نقش پرداخته‌اند.
این فیلم بسیار شبیه به فیلم قبلی خود، سری فیلم‌های جیمز باند و کلیشه‌های ژانر جاسوسی را تقلید می‌کند و دومین همکاری اتکینسون و تیم مک‌اینرنی را پس از مجموعه بلک‌ادر نشان می‌دهد. جانی اینگلیش دوباره متولد می‌شود با نقدهای متفاوتی روبرو شد اما در مجموع ۱۶۰ میلیون دلار در سراسر جهان فروش داشته است.
این فیلم در ۷ اکتبر ۲۰۱۱ در بریتانیا اکران شد و در صدر فروش این کشور قرار گرفت. این فیلم در ۲۱ اکتبر ۲۰۱۱ در آمریکای شمالی اکران شد. سومین فیلم این دنباله، جانی اینگلیش دوباره حمله می‌کند در اکتبر ۲۰۱۸ اکران شد.

## داستان
«جانی اینگلیش» که پس از کوتاهی‌کردن در مأموریتی در موزامبیک از «ام‌آی‌سون» اخراج شده و درجه شوالیه او خلع شده، برای فراموشی و التیام ناکامی این مأموریت در یک معبد بودایی در کوه‌های تبت به یادگیری فنون رزمی مشغول می‌شود.
پس از چندی رئیس جدید ام‌آی‌سون، با اسم مستعار «پگاسوس» از او دعوت می‌کند تا دوباره با این سازمان همکاری کند. اینگلیش به لندن بازمی‌گردد و با همکاران سابق خود «سایمون امبروز» و «پچ کوارترمین» که یک مخترع فلج است، و «کیت سامنر» متخصص روانشناسی جدید سازمان دیدار می‌کند. به او مأموریت داده می‌شود تا به همراه مأمور تازه‌کاری به نام «کالین تاکر» به هنگ‌کنگ سفر کند و با «تایتوس فیشر» –مأمور سازمان سیا که خبر از طرح ترور «ژانگ‌پنگ»، نخست‌وزیر چین در ملاقات برنامه‌ریزی‌شده با نخست‌وزیر بریتانیا داده‌است– دیدار کند. فیشر در دیدار با اینگلیش به او می‌گوید که عضو یک گروه مخفی تروریست به نام «ورتکس» است و این گروه قصد انجام این ترور را دارد. ورتکس یک سلاح مخفی دارد که با کنار هم قراردادن ۳ کلید می‌توان به آن دست‌یافت و او یکی از ۳ کلید را در اختیار دارد. فیشر در حین افشای این اطلاعات، توسط یک پیرزن تحت پوشش «نظافتچی» ترور می‌شود و کلیدش توسط یکی از اعضای ورتکس سرقت می‌شود. اینگلیش و تاکر پس از تعقیب و گریز با عضو ورتکس، موفق می‌شوند کلید را از او بگیرند. اما هنگامی که در هواپیما در حال بازگشت به لندن هستند، چمدان حاوی کلید توسط یکی دیگر از اعضای ورتکس –مردی که خود را جای مهماندار زنی به نام «سوزان» جازده و اینگلیش فکر کرده نام او «شوشان» است– با چمدان مشابهی عوض می‌شود. اینگلیش پس از بازگشت از سفر در جلسه‌ای با حضور پگاسوس و وزیر خارجه، متوجه می‌شود که «شوشان» کلید را از او دزدیده‌است. در جشنی که خانه پگاسوس برگزار می‌شود، اینگلیش توسط پیرزن نظافتچی مورد هجوم قرار می‌گیرد اما پس از تعقیب او، به اشتباه مادر پیر پگاسوس را دستگیر می‌کند.
در این میان ام‌آی‌سون متوجه می‌شود دلیل شکست مأموریت اینگلیش در موزامبیک عملیاتی بوده که گروه ورتکس اجرا کرده‌است. کیت سامنر با هیپنوتیزم اینگلیش، به او کمک می‌کند تا به خاطر آورد که در این مأموریت رئیس تیم حفاظت رئیس‌جمهور موزامبیک بوده‌است، پست خود را به دنبال زنی که او را صدا می‌کند ترک می‌کند و در این حین رئیس‌جمهور توسط یکی از محافظان به ضرب گلوله کشته می‌شود. اینگلیش به یاد می‌آورد که ۳ نفر را در حال صحبت با هم دیده‌است که یکی از آن‌ها فیشر و دیگری «سرگی پودوفکین» بوده‌است. پودوفکین که قبلاً جاسوس دوجانبه ام‌آی‌سون و کاگ‌ب بوده‌است اکنون بازنشسته شده و در یک باشگاه گلف خصوصی ویژه عضویت دارد. اینگلیش مأموریت می‌یابد تا تحت هویتی جعلی با او مسابقه گلف برگزار کند و از او اطلاعات بگیرد. در میان صحبت‌ها، پودوفکین به اینگلیش مشکوک می‌شود و قصد کشتن او را می‌کند اما پیش از این که او را بکشد، توسط پیرزن نظافتچی شدیداً زخمی می‌شود. اینگلیش سعی می‌کند با بالگرد پودوفکین را نجات دهد اما پیش از رسیدن به بیمارستان پودوفکین جان می‌بازد. پودوفکین قبل از مرگ کلید دوم را او به می‌دهد و می‌گوید که کلید سوم ورتکس در اختیار یک عضو خائن ام‌آی‌سون است.
اینگلیش در جلسه‌ای با حضور پگاسوس و نخست‌وزیر شرکت می‌کند و اطلاعاتی که به‌دست آورده را ارائه می‌دهد. در این جلسه تصمیم‌گرفته می‌شود که برای برقراری امنیت حداکثری، دیدار نخست‌وزیر دو کشور در قلعه‌ای در کوه‌های آلپ سوئیس به نام لاباستیون برگزار شود. شب در هنگام شام اینگلیش همراه تاکر با امبروز دیدار می‌کند و به او در مورد نفر سوم هشدار می‌دهد. امبروز، اینگلیش را متقاعد می‌کند که کوارترمین خائن است و دو کلید را از او می‌گیرد اما تاکر معتقد است که امبروز خائن است. امبروز که خود خائن واقعی است، با دراختیار گرفتن هر سه کلید راه دستیابی به سلاح مخفی ورتکس را پیدا می‌کند و اینگلیش را به عنوان خائن به سازمان معرفی می‌کند.
اینگلیش تحت تعقیب قرار می‌گیرد و پس از فرار با ویلچر کوارترمین، به خانه سامنر پناه می‌برد. سامنر و اینگلیش متوجه می‌شوند که سلاح مخفی ورتکس، یک داروی شیمیایی به نام «تیموکسیلین باربوبوتانول» است که هر کس آن را بیاشامد کنترل بدن خود را از دست می‌دهد، دستور پذیر می‌شود و سپس می‌میرد.
اینگلیش پس از فرار از سوءقصد دیگری از سوی پیرزن، با تاکر (که از خدمت انفصال شده‌است) شبانه راهی سوئیس می‌شود تا از ترور جلوگیری کند. او با کمک تاکر وارد قلعه می‌شود و خیانت امبروز را برای پگاسوس افشا می‌کند، اما به اشتباه نوشیدنی مسموم به داروی کنترل ذهن را –که قرار بوده پگاسوس بنوشد– می‌خورد. پس از این که تحت کنترل امبروز درمی‌آید، دستور ترور نخست‌وزیر چین را دریافت می‌کند اما با به‌یاد آوردن آموزه‌های استاد خود در تبت، در برابر دستور مقاومت می‌کند. اینگلیش می‌میرد ولی با بوسه کیت سامنر دوباره زنده می‌شود و پس از تعقیب و گریز، امبروز را می‌کشد.
در پایان، هنگامی که اینگلیش در کاخ باکینگهام در حال دریافت دوباره لقب شوالیه است با شمشیر توسط پیرزن نظافتچی که خود را به شکل ملکه بریتانیا درآورده مورد حمله قرار می‌گیرد. او جاخالی می‌دهد و پیرزن فرار می‌کند. پس از تعقیب، اینگلیش فکر می‌کند که او را دستگیر کرده‌است، اما بلافاصله متوجه می‌شود که باز هم پیرزن از چنگ او گریخته‌است و در دستگیری اشتباه کرده‌است. پیرزن اشتباهی، کسی نیست جز ملکه.

## بازیگران
- روآن اتکینسون در نقش «جانی اینگلیش»
- رزمند پایک در نقش «کیت سامنر»
- جیلین اندرسون در نقش «پگاسوس»
- تیم مک‌اینرنی در نقش «پچ کوارترمین»
- دومینیک وست در نقش «سایمون امبروز»
- دنیل کالویا در نقش «کالین تاکر»
- ریچارد شیف در نقش «تایتوس فیشر»

## در ایران

### صدا و سیما
سازمان صدا و سیما این فیلم را به زبان فارسی دوبله کرده و چندین بار با نام «مستربین پلیس می‌شود» پخش کرده‌است. این فیلم در تاریخ‌های ۲ فروردین ۱۳۹۱،‏ ۳ تیر ۱۳۹۲‏ و ۵ دی ۱۳۹۳‏ در شبکه تهران نمایش داده‌شده‌است. در نسخه پخش‌شده در صدا و سیما، تغییرات بسیار زیادی در فیلم اصلی داده شده‌است. علاوه بر تغییر دیالوگ‌ها و داستان، نام بسیاری از شخصیت‌ها تغییر یافته، مانند تغییر شخصیت اصلی فیلم (جانی اینگلیش) به مستر بین (که آن هم توسط روآن اتکینسون ایفای نقش شده). سازمان‌های جاسوسی به نام‌هایی مانند اداره پلیس و پلیس بین‌الملل تغییر کرده‌اند. در صحنه پایانی فیلم که شخصیت اصلی به اشتباه ملکه را دستگیر می‌کند و او را کتک می‌زند، صدایی پخش می‌شود که می‌گوید: 
«نخیر، اشتباهی در کار نیست. چون همهٔ تقصیرها زیر سر ملکه انگلیس است. خداحافظ تا فیلم بعدی!»
غلامرضا دادخواه در سرمقاله روزنامه اطلاعات ضمن «تحریف» خواندن تغییرات این فیلم، دست‌اندرکاران را از طرفداران تئوری «هدف وسیله را توجیه می‌کند» نیکولو ماکیاولی دانست. او یادآور شد «ما که داعیه مسلمانی و پیروی از پیامبری را داریم که برای کامل کردن مکارم اخلاق مبعوث شده‌است، نباید… [این] شیوه غلط را دنبال کنیم».
شهاب حسینی، بازیگر ایرانی ضمن انتقاد از دوبله فیلم، آن را «موجب وهن مخاطب» دانست و نوشت «مگر مخاطب اصلی این فیلم‌ها و سایر برنامه‌های سرگرم‌کننده جوان‌ها نیستند؟ نمی‌دانید که جوان امروزی باهوش است و توسط انواع وسایل ارتباطی با دنیا در ارتباط است و هر حرکتی از شما به سرعت دنبال می‌شود؟ این فیلم، فیلم خاصی نبود. هیچ ارزش هنری نداشت، ولی نکات بسیاری را برایمان آشکار کردد».

### شبکه خانگی
این فیلم با نام «جانی اینگلیش ۲» توسط مؤسسه فرهنگی هنری عصر جدید دوبله شد و در شبکه نمایش خانگی عرضه شد. در خلاصه داستان آن آمده‌است: «جانی اینگلیش، مأمور سرویس مخفی برای جلوگیری از ترور نخست‌وزیر تایلند بار دیگر به مأموریت اعزام می‌شود، که در این بین متوجه فساد مأمورین داخلی سازمان می‌شود».